# 51 (število)
51 (ênainpétdeset) je naravno število, za katero velja 51 = 50 + 1 = 52 - 1.

## V matematiki
- sestavljeno število.
- polpraštevilo.
- šesto petkotniško število {\displaystyle 51=6(3\cdot 6-1)/2\,\!}.
- šesto Motzkinovo število.
- Perrinovo število.

## V znanosti
- vrstno število 51 ima antimon (Sb).

## Drugo

### Leta
- 451 pr. n. št., 351 pr. n. št., 251 pr. n. št., 151 pr. n. št., 51 pr. n. št.
- 51, 151, 251, 351, 451, 551, 651, 751, 851, 951, 1051, 1151, 1251, 1351, 1451, 1551, 1651, 1751, 1851, 1951, 2051, 2151